# Hirano Ken

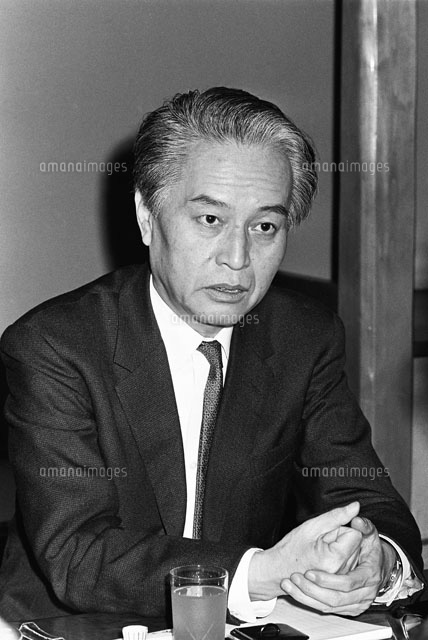
Hirano Ken

Hirano Ken (japanisch 平野 謙; * 30. Oktober 1907 in Kyōto; † 3. April 1978) war ein japanischer Schriftsteller und Literaturkritiker.

## Leben
Hirano besuchte die Schule gemeinsam mit dem späteren Schriftsteller Honda Shūgo. Er studierte Literatur an der Universität Tokio und schloss sich in dieser Zeit der proletarischen Literaturbewegung an. Er wurde auf Empfehlung Hondas Mitglied des Proletarischen Forschungsinstituts und wurde nach dem Studienabschluss Mitherausgeber der Zeitschrift Puroretaria bunka (Proletarische Kultur). Der Fall eines Mordes an einem Mitglied des Zentralkomitees der Kommunistischen Partei Japans als angeblicher Polizeispitzel 1933 schockierte Hirano und brachte ihn auf Distanz zu der Partei und der mit ihr verbundenen proletarischen Literaturbewegung.
Ende der 1930er Jahre gründete Hirano mit Honda Shūgo und Yamamuro Shizuo die Zeitschrift Hihyō. Nach dem Ausbruch des Krieges mit den USA 1941 wurde er Mitarbeiter des japanischen Geheimdienstes, für den er bis 1943 arbeitete und Mitglied der patriotischen Literaturgesellschaft Bungaku Hōkokukai. Nach dem Krieg wurde er Mitbegründer der Zeitschrift Kindai Bungaku sowie des Zentralkomitees der Literaturgesellschaft Neues Japan. Von 1958 bis zu seinem Tod war er Professor für Literatur an der Meiji-Universität. 1963 wurde er mit dem Mainichi-Kunstpreis ausgezeichnet. Er gilt als der Entdecker von Schriftstellern wie Ōe Kenzaburō und Kurahashi Yumiko. 1975 erhielt er den Noma-Literaturpreis.

## Werke
- Hirano Ken et al.: Nihon puroretaria bungaku taikei, 1954
- Hirano Ken, Odagiri Hideo, Yamamoto Kenkichi: Gendai Nihon bungaku ronsōshi, 1956
- Shōwa bungaku oboegaki, 1956
- Shimazaki Tōson, 1956
- Nakamura Mitsuo, Usui Yoshimi, Hirano Ken (Hrsg.): Gendai Nihon bungakushi, 1959
- Hirano Ken (Hrsg.): Mayama Seika, Chikamatsu Shūkō shuu, 1973
- Hirano Ken zenshū, 1974
- Shōwa bungaku shiron, 1977
- Shimazaki Tōson; Sengo bungei hyōron, 1979